# Силикатный (Ульяновская область)
Силикатный — посёлок городского типа в Сенгилеевском районе Ульяновской области России.

## Население
| 1979  | 1989  | 2002  | 2009  | 2010  | 2012  | 2013  |
| ----- | ----- | ----- | ----- | ----- | ----- | ----- |
| 4117  | ↘4099 | ↘3646 | ↘3120 | ↘2989 | ↘2969 | ↘2959 |
| 2014  | 2015  | 2016  | 2017  | 2018  | 2019  | 2020  |
| ↗2963 | ↘2934 | ↘2901 | ↘2853 | ↘2777 | ↘2702 | ↘2650 |
| 2021  |       |       |       |       |       |       |
| ↗2679 |       |       |       |       |       |       |

## История
Основан в 1951 году как посёлок при кирпичном заводе и назывался «посёлок Ульяновского завода силикатных изделий».
10 января 1975 года решением Ульяновского облисполкома, посёлок Силикатный отнесён к категории рабочих посёлков, а посёлок при ж/д станции Станция Кучуры включён в черту райпо.
С 2005 года — административный центр Силикатненского городского поселения.

## Известные уроженцы
- Крылов Владимир Валентинович — советский легкоатлет, олимпийский чемпион в эстафете 4×100 метров. Заслуженный мастер спорта СССР (1987)[17].

## Предприятия
- ОАО "Кварц" - добыча кварцевого песка. Предприятие существует с 1934 года.

## Достопримечательности
- Памятник-обелиск воинам, погибшим в годы ВОВ (1963 г.)[18].

## Транспорт
С момента пандемии не действует кассовый пункт для проходящих междугородних автобусов. Также регулярно ходит пригородный автобус 120 до Центрального автовокзала Ульяновска. 